# آتشفشان ایزالکو
آتشفشان ایزالکو (به اسپانیایی: Volcán de Izalco) معروف به فانوس دریایی اقیانوس آرام (به انگلیسی: Lighthouse of the Pacific) آتشفشانی فعال واقع در غرب السالوادور است که در دامنهٔ جنوبی آتشفشان سانتا آنا پدید آمده‌است. این آتشفشان چینه‌ای از سال ۱۷۷۰ تا کنون بیش از ۵۰ بار فوران کرده و فعالترین آتشفشان در آمریکای مرکزی و همچنین آمریکای شمالی شناخته می‌شود.

## مشخصات
ایزالکو جوانترین آتشفشان السالوادور است که در سال ۱۷۷۰ در دامنهٔ جنوبی آتشفشان چینه‌ای دیگری به نام سانتا آنا شکل گرفت. مخروط متقارن و سیاه‌رنگ ایزالکو که در نتیجهٔ فوران‌هایی در طول ۲۰۰ سال شکل گرفته است عاری از پوشش گیاهی بوده یا گیاهانی اندک و پراکنده دارد که این موضوع، آن را در تضاد کامل با آتشفشان‌های پوشیده از جنگل اطرافش قرار می‌دهد.
قطر دهانه آتشفشانی ایزالکو ۲۵۰ متر است و جریان‌های گدازه و جریان‌های آذرآواری عمدتاً بازالتی-آندزیتی خارج‌شده از این آتشفشان از نظر ساختار ژئوشیمیاییشان کاملاً با آنچه که از آتشفشان سانتا آنا بیرون ریخته‌است متفاوت است. جریان‌های گدازهٔ ایزالکو عمدتاً از مجراهای واقع در دامنهٔ آن خارج شده و پس از رسیدن به دامنه‌های سانتا آنا به سمت جنوب تغییر مسیر داده و ۷ کیلومتر را تا پایین کوه و نواحی اطراف آن پیموده‌اند.
نام آتشفشان ایزالکو از نام سرخپوستان ایزالکو گرفته شده است و شهر ایزالکو در کوهپایه‌های جنوب غربی این آتشفشان قرار دارد. ایزالکو آخرین بار در سال ۱۹۶۶ فوران کرده است.

## فانوس دریایی اقیانوس آرام
ایزالکو دارای فوران‌هایی مکرر از نوع استرومبولی است که سبب می‌شود این آتشفشان در تاریکی شب همچون چراغ دریایی عمل کند. به همین سبب دریانوردان در سدهٔ نوزدهم میلادی مسیر خود را با توجه به درخشش دائمی قلهٔ ایزالکو مشخص می‌کردند و آن را «ال فارو» (به اسپانیایی: El Faro) یا فانوس دریایی اقیانوس آرام لقب داده بودند.